# Forman (Dakota del Norte)
Forman es una ciudad ubicada en el condado de Sargent en el estado estadounidense de Dakota del Norte. En el censo de 2010 tenía una población de 504 habitantes y una densidad poblacional de 275,63 personas por km².

## Geografía
Forman se encuentra ubicada en las coordenadas 46°6′14″N 97°38′14″O / 46.10389, -97.63722. Según la Oficina del Censo de los Estados Unidos, Forman tiene una superficie total de 1.83 km², de la cual 1.81 km² corresponden a tierra firme y (0.85%) 0.02 km² es agua.

## Demografía
Según el censo de 2010, había 504 personas residiendo en Forman. La densidad de población era de 275,63 hab./km². De los 504 habitantes, Forman estaba compuesto por el 98.61% blancos, el 0.2% eran afroamericanos, el 0.2% eran amerindios, el 0% eran asiáticos, el 0.2% eran isleños del Pacífico, el 0.4% eran de otras razas y el 0.4% pertenecían a dos o más razas. Del total de la población el 1.19% eran hispanos o latinos de cualquier raza.